# 羅什曼那

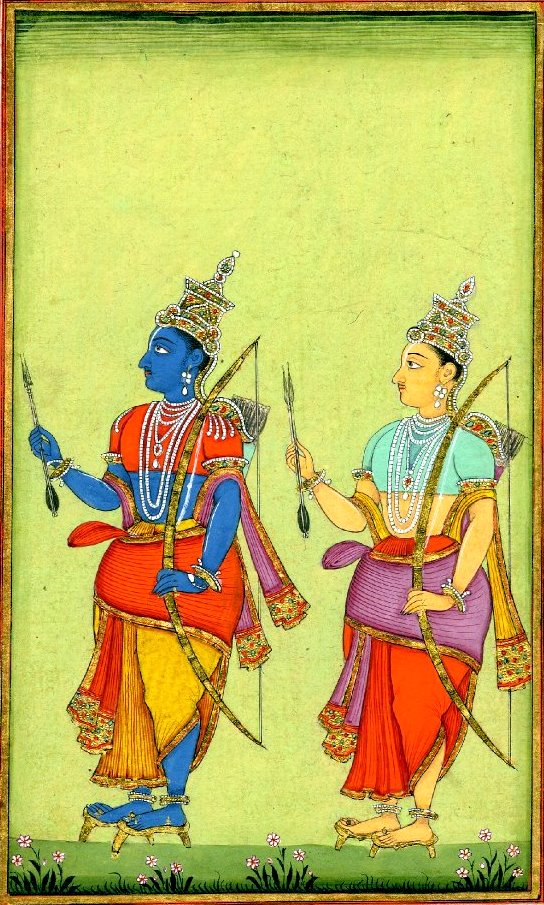
羅摩和羅什曼那

羅什曼那在印度史詩羅摩衍那中是拘薩羅國的國王十車王的三兒子，與其餘三兄弟一樣，獲得了大神毗濕奴的神力。雖然羅什曼那有一個雙胞胎弟弟沙多盧那，但他還是喜歡親近大哥羅摩，羅摩到淨修林除羅剎時，羅什曼那也要跟他一起去，到羅摩自願放逐到森林時，羅什曼那不惜拋妻棄子也要與羅摩同甘共苦。